# Danny Miranda
Artikeln följer den spanska namnseden; faderns efternamn är Miranda och moderns efternamn Agramonte.
Danny Miranda Agramonte, född den 12 november 1978 i Morón, är en kubansk basebollspelare som tog guld för Kuba vid olympiska sommarspelen 2004 i Aten.